# Le Pla
Le Pla är en kommun i departementet Ariège i regionen Occitanien i södra Frankrike. Kommunen ligger  i kantonen Quérigut som ligger i arrondissementet Foix. År 2022 hade Le Pla 61 invånare.

## Befolkningsutveckling
Antalet invånare i kommunen Le Pla
Referens: INSEE